# 경복 (영화)
"경복"(Big Good)은 한국에서 제작된 최시형 감독의 2012년 드라마 영화이다. 최시형 등이 주연으로 출연하였다.

## 출연

### 주연
- 최시형
- 김동환

### 조연
- 신이수
- 한예리
- 이종필
- 허정

## 기타
- 프로듀서: 최시형
- 조명: 이정아
- 조연출: 한예리
- 동시녹음: 허정
- 사운드: 표용수
- 사운드: 고은하
- 미술: 조희영
- 광고디자인: 최지웅
- 광고디자인: 박동우
- 촬영B: 최아름
- 사진촬영: 이정아
- 영문자막: 방은주
- 영문자막: 김동환
- 장비대여: 김수경
- 장비대여: 강민석
- 배급부문: 진명현
- 배급부문: 서윤희
- 배급부문: 임유청
- 배급부문: 김신형
- 배급부문: 박지혜
- 후반작업 지원: 김형희
- 후반작업 지원: 구희선
- 후반작업 지원: 김동민
- 후반작업 지원: 한준석
- 예고편: 김익진
- 마케팅부문: 윤승현
- 마케팅부문: 박선희
- 마케팅부문: 허윤정
- 매니저부문: 이소영